# Facciamo insieme teatro
(Edoardo Sanguineti a proposito di Facciamo insieme teatro)
Facciamo insieme teatro è un saggio scritto a quattro mani dal regista Tonino Conte e dallo scenografo Emanuele Luzzati nel 1977.
Il libro, scritto con uno stile piuttosto semplice, si prefigge lo scopo di avvicinare i lettori al teatro, mostrando loro tutto il lavoro necessario alla realizzazione di una rappresentazione teatrale e descrivendo i principi di base per produrre del buon teatro.
Il successo del testo, pubblicato sempre dalla casa editrice barese Laterza, ne ha determinato numerose ristampe, l'ultima nel 2008.

## Sintesi
Il libro si suddivide in tre parti: Teoria, Pratica e Divagazioni.
La parte riguardante la Teoria si prefigge di esporre i principi di base del teatro, quali ad esempio il concetto di spazio scenico, "fare sipario", il potere metaforico del teatro, le possibilità partecipative, la scelta delle luci, facendo inoltre un piccolo excursus su quello che era considerato teatro borghese.
La seconda parte (Pratica) affronta in maniera più o meno estesa temi quali la scenografia, la regia, la scrittura del copione, la recitazione in Italia, la scrittura collettiva, corredando il tutto con una quindicina di pagine riguardanti la realizzazione dello spettacolo Ubu re, tratto dall'omonima opera teatrale di Alfred Jarry.
Divagazioni, l'ultima parte del saggio, affronta temi quali la natura dell'attore e del suo ruolo, la liceità di portare in scena il cosiddetto teatro civile e un breve glossario del gergo teatrale.
Conclude l'opera una lista di Classici che si possono rappresentare (con relativa trama) e una postilla finale, scritta dal poeta Edoardo Sanguineti.

## Capitoli
- Parte prima: Teoria

1. Il teatro come partecipazione
2. L'uomo-leone
3. Lo spazio teatrale
4. Contro le regole
5. Luce artificiale, luce naturale
6. Il teatro borghese
7. Cala la tela
- Parte seconda: Pratica

1. Il lavoro teatrale
2. La scenografia
3. La regia
4. Tanti «Macbeth»
5. Il testo
6. La scrittura di un copione
7. Scrivere insieme
8. La recitazione
9. Storia di una realizzazione: «Ubu Re»
- Parte terza: Divagazioni

1. L'attore
2. L'impegno politico
3. Viaggio nelle parole del teatro
- Classici che si possono rappresentare
- Postilla, a cura di Edoardo Sanguineti